# San Vito (Spilamberto)
San Vito è l'unica frazione del comune di Spilamberto nella provincia di Modena.

## Geografia
Si trova a circa 4,34 chilometri dal capoluogo di Spilamberto, nell’angolo nord-ovest del relativo territorio comunale. Attraversata dal torrente Guerro, è meno distante da Castelnuovo Rangone sia in linea d’aria sia su strada (meno di 4 km).

## Luoghi di interesse
Nel centro abitato è presente una chiesa di antica origine sede della parrocchia di San Vito Martire. La pieve di San Vito veniva citata in un documento dell’archivio capitolare di Modena risalente al 1186. Fino al 1628 la chiesa di San Giovanni di Spilamberto fu dipendente da questa. Nel tempo subì diversi restauri: infine Giuseppe Tubini progettò sia la facciata, realizzata nel 1938, sia il campanile, completato solo nel 2002. All’interno notevoli sono un antico organo a canne e, nella cappella del battistero, una vasca marmorea ed un paliotto di scagliola.

## Infrastrutture e trasporti
La frazione è collegata al capoluogo comunale tramite via San Vito e a Castelnuovo tramite strade minori. Vignola è raggiungibile con le vie Belvedere di Sotto e Montanara, Modena attraverso via Medicine e la SP 623.
San Vito è servita da alcune corse della linea di autobus 731, gestita dalla SETA, che ha per capolinea Modena e Vignola e passa per Spilamberto.

## Sport

### Calcio
La locale polisportiva Associazione Sportiva Dilettantistica San Vito possiede una squadra di calcio fondata nel 1969, militante in terza categoria modenese e che disputa gli incontri interni allo stadio "Comunale" di via Paolo Ferrari.